# Neogaeornis
Neogaeornis is een omstreden geslacht van uitgestorven duikerachtige vogels. De enig bekende soort Neogaeornis wetzeli, werd beschreven op grond van fossielen gevonden in de Quinriquina formatie van Chili. De ouderdom wordt geschat op ongeveer 80 miljoen jaar, dat wil zeggen voor de K-T-grens
Vooral de taxonomische positie is onduidelijk. Hoewel er wel een verwantschap is met de moderne vogels, is N. wetzeli mogelijk niet een bijzonder nauwe verwant. Er wordt wel aangenomen dat deze soort behoorde tot de Baptornithidae, een onderdeel van de Hesperornithes.
Anderen echter beschouwen het een veel nauwere verwant van de moderne vogels, met name van de Gaviiformes, de zeeduikers. Er kleven problemen aan beide zienswijze omdat beide groepen niet bekend zijn van het Zuidelijk Halfrond, afgezien van een nog meer omstreden fossiele vondst Polarornis, die wel voorgesteld is als de voorouder van de zeeduikers en waarmee Neogaeornis wel in verband gebracht wordt. De datering van Polarornis is echter omstreden.
Indien Neogaeornis inderdaad een verwant van de zeeduikers is, is deze soort waarschijnlijk ook aan de albatrossen en stormvogels Procellariiformes en de pinguïns Sphenisciformes verwant en deze beide groepen zijn wel bekend van het zuiden. Overigens is Neogaeornis niet een soort proto-pinguïn, zoals Waimanu. Als de verwantschap met deze 'oceaanvogels' juist is, is de datering van Neogaeornis van groot belang. DNA-onderzoek plaatst deze dieren namelijk in de Neoaves, zelfs in het 'Coronaves' deel daarvan. Het is nog steeds niet duidelijk wanneer de rijke verscheidenheid van de Neoaves ontstaan is. Uit DNA-bron ziet het ernaar uit dat dat in korte tijd gebeurd is, waarschijnlijk dus vlak na K-T. Indien Neogaeornis inderdaad tot de Neoaves behoort en van voor K-T stamt klopt dit idee niet en moet een deel van de Neoaves-radiatie toch van vóór K-T zijn. Dit maakt de Hesperornithes-interpretatie waarschijnlijker.